# Rock n Roll Consciousness
Rock n Roll Consciousness je páté sólové studiové album amerického hudebníka Thurstona Moorea. Vydáno bylo 28. dubna roku 2017. Producentem nahrávky byl Paul Epworth. Album bylo nahráno v Londýně (The Church Studios) a mixováno Randallem Dunnem v Seattlu. Deska obsahuje celkem pět skladeb, přičemž ke čtyřem z nich (s výjimkou „Smoke of Dreams“) napsal texty Radio Radieux. Jako první píseň z alba byla dne 22. března 2017 představena „Smoke of Dreams“.

## Seznam skladeb
1. „Exalted“
2. „Cusp“
3. „Turn On“
4. „Smoke of Dreams“
5. „Aphrodite“

## Obsazení
- Thurston Moore – zpěv, kytara
- James Sedwards – kytara
- Debbie Googe – baskytara
- Steve Shelley – bicí